# Łysomice-Leśniczówka
Łysomice-Leśniczówka – osada leśna w Polsce położona w województwie kujawsko-pomorskim, w powiecie toruńskim, w gminie Łysomice.
W latach 1975–1998 miejscowość administracyjnie należała do województwa toruńskiego.